# Kreimbach
Kreimbach ist der größere von zwei Ortsteilen der Ortsgemeinde Kreimbach-Kaulbach im Landkreis Kusel in Rheinland-Pfalz.

## Lage
Kreimbach liegt an der Lauter.

## Geschichte
Zeitweise gehörte Kreimbach zur Kurpfalz. Von 1798 bis 1814, als die Pfalz Teil der Französischen Republik (bis 1804) und anschließend Teil des Napoleonischen Kaiserreichs war, war Kreimbach in den Kanton Wolfstein eingegliedert. Anschließend wechselte der Ort in das Königreich Bayern. Von 1818 bis 1862 gehörte er dem Landkommissariat Kusel an; aus diesem ging das Bezirksamt Kusel hervor. 1928 hatte Kreimbach 526 Einwohner, die in 115 Wohngebäuden lebten. Die Katholiken gehörten seinerzeit zur Pfarrei Wolfstein, während die Protestanten zu derjenigen von Rothselberg gehörten. Ab 1938 war der Ort Bestandteil des Landkreises Kusel. Nach dem Zweiten Weltkrieg wurde Kreimbach innerhalb der französischen Besatzungszone Teil des damals neu gebildeten Landes Rheinland-Pfalz. Im Zuge der ersten rheinland-pfälzischen Verwaltungsreform wurde Kreimbach am 7. Juni 1969 mit der Nachbargemeinde Kaulbach zur neuen Ortsgemeinde Kreimbach-Kaulbach zusammengelegt.

## Verkehr
Kreimbach besaß bis 2000 einen Bahnhof an der Lautertalbahn. Nachdem das Siedlungsgebiet von Kreimbach im Lauf der Jahrzehnte mit dem von Kaulbach zusammengewachsen war, wurde er zugunsten des ortsnahen neuen Haltepunkts Kreimbach-Kaulbach aufgegeben.